# Eatonina pusilla
Eatonina pusilla (Thiele, 1912) è una specie di molluschi gasteropodi della sottoclasse Caenogastropoda. È la specie tipo del genere Eatonina.

## Descrizione
Eatonina pusilla venne descritta per la prima volta dallo zoologo tedesco Johannes Thiele nell'ambito dei suoi studi del 1912 su una serie di campioni di molluschi antartici e subantartici raccolti durante la prima spedizione antartica tedesca (Deutsche Südpolar-Expedition 1901–1903), nota come Spedizione Gauss. Purtroppo l'olotipo utilizzato da Thiele andò completamente distrutto dalla corrosione e non si riuscì a localizzare altri esemplari di questa specie nel Museo di storia naturale della Università Humboldt di Berlino, sebbene Thiele affermasse che nel lotto originale ci fossero diversi esemplari. Tuttavia le figure e la descrizione originali di Thiele, consentirono di riconoscere E. pusilla con ragionevole certezza e identificarla come sinonimo di Barleeia smithi Bartsch, 1915, ed essendo di definizione più antica prevalse su questa nella nomenclatura ufficiale.
E. pusilla ha guscio minuto di forma ovata. Le dimensioni medie sono di 1,3-1,5 mm di lunghezza con un diametro di circa 0,9 mm.
Le caratteristiche morfologiche e anatomiche della E. pusilla sono quelle tipiche usate per descrivere il genere Eatonina.
Eatonina Pusilla vive in acque poco profonde di Sudafrica, coste occidentali del Nord America e del Sud America, Nuova Zelanda, Australia e Indo-Pacifico tropicale.